# 나카세촌
나카세촌(中瀬村)은 미에현 아야마군에 설치되었던 촌이다. 현재의 이가시에 해당한다.

## 역사
- 1889년 4월 1일 - 정촌제 시행으로 아하이군 나카세촌이 발족.
- 1896년 4월 1일 - 아야마군 소속으로 변경.
- 1950년 12월 16일 - 분할되어, 일부는 우에노시로, 잔여부는 야마다촌으로 편입. 나카세촌 폐지.